# Saray, Kazan
Saray là một xã thuộc huyện Kazan, tỉnh Ankara, Thổ Nhĩ Kỳ.